# Chilobrachys nitelinus
Chilobrachys nitelinus é uma espécie de aranha pertencente à família Theraphosidae (tarântulas).